# ベイエリアの風
ベイエリアの風（ベイエリアのかぜ、Picture This）はアメリカ合衆国のロック・グループのヒューイ・ルイス&ザ・ニュースのアルバム。1982年1月にアメリカでリリースされた。
オリジナルのジャケットはヒューイ・ルイスの顔写真だが、日本でのアルバム発売時（アナログ版）には鈴木英人によるヒューイ・ルイスのイラストとなっていた。

## 曲目
1. チェンジ・オブ・ハート Change Of Heart (ヘイズ/ルイス)-3:41
2. 小さな偽り Tell Me A Little Lie (コーラ/ルイス)-3:42
3. 5時半からのデート Giving It Up All For Your Love(リノット)-3:11
4. サンフランシスコ・ラヴ・ソング Hope Love Me Like You Say You Do (デューク)-3:44
5. ワーキン・フォー・リヴィン Workin' For Livin'  (ヘイズ/ルイス)-2:36
6. ビリーヴ・イン・ラヴ Do You Believe In Love (ランジ)-3:30
7. イズ・イット・ミー Is It Me (ヘイズ/ホッパー/ルイス)-3:01
8. トゥルー・ラヴ Whatever Happened To True Love (コーラ/ルイス)-3:14
9. オンリー・ワン The Only One (コーラ/ルイス)-4:46
10. バズ・バズ・バズ Buzz Buzz Buzz (バード/グレイ)-2:29

## チャート
アルバム - ビルボード (北アメリカ)
| 年   | チャート      | 順位 |
| ---- | ------------- | ---- |
| 1982 | Pop Albums    | 13   |
| 1984 | ビルボード200 | 116  |

シングル - ビルボード (北アメリカ)
| 年   | シングル                       | チャート        | 順位 |
| ---- | ------------------------------ | --------------- | ---- |
| 1982 | ビリーヴ・イン・ラヴ           | Mainstream Rock | 12   |
| 1982 | ビリーヴ・イン・ラヴ           | Hot 100 Singles | 7    |
| 1982 | サンフランシスコ・ラヴ・ソング | Hot 100 Singles | 36   |
| 1982 | ワーキン・フォー・リヴィン     | Mainstream Rock | 20   |
| 1982 | ワーキン・フォー・リヴィン     | Hot 100 Singles | 41   |